# Antonio Ainz de Ureta
Antonio Ainz de Ureta (17?? - 17??) fue un militar y político novohispano. Fue gobernador sustituto de Yucatán en el virreinato de Nueva España a la muerte de José Crespo y Honorato, el gobernador que había aplacado la rebelión de Cisteil encabezada por Jacinto Canek. Era rey de España Carlos III.

## Datos históricos
En noviembre de 1762, Antonio Ainz de Ureta, que era teniente interino de rey en Campeche, ocupó el cargo de gobernador  de Yucatán a la muerte por enfermedad de José Crespo y Honorato. A los pocos meses José Álvarez fue nombrado teniente de rey propietario y al asumir su cargo exigió también ocupar la gubernatura ya que estando esta vacante, le correspondía a él por razones inherentes a su cargo. Ainz de Ureta quiso oponerse a la pretensión de Álvarez con razones poco válidas hasta que el Ayuntamiento de Yucatán dio la razón a Álvarez. Este asumió el cargo de gobernador en junio de 1763 y lo ejerció hasta el mes de diciembre del mismo año, cuando llegó a la provincia el mariscal de campo Felipe Ramírez de Estenoz, quien había sido designado por mandato real, capitán general y gobernador de la Yucatán.